# Smogolice
Smogolice (niem. Bruchhausen) – wieś w Polsce położona w województwie zachodniopomorskim, w powiecie stargardzkim, w gminie Stargard.
Leży nad rzeką Iną, na skraju Puszczy Goleniowskiej
W latach 1975–1998 miejscowość administracyjnie należała do województwa szczecińskiego.

## Historia
Z badań archeologicznych wynika że wieś Smogolice był zamieszkana już w epoce brązu (1700–1200 p.n.e.). Pierwsze wzmianki nowożytne o wsi pochodzą z XV w., jest to owalnica z centralnie położonym kościołem. 

## Przyroda
Wieś jest punktem wyjściowym wycieczek do Puszczy Goleniowskiej.

## Zabytki
- kościół gotycki z XV w. z kamieni narzutowych, przebudowany w 1873, wieża z cegły z 1889[3]
- liczne zagrody z XIX w.